# Pass at Me
Pass At Me è un singolo del produttore discografico statunitense Timbaland, realizzato con la partecipazione del rapper cubano Pitbull e coprodotto assieme al dj francese David Guetta. È stato lanciato il 13 settembre 2011 in tutto il mondo.

## Il brano
Il brano era stato annunciato in agosto attraverso l'attività promozionale "Timbo Thursdays Promotion".
Successivamente all'uscita, arriva alla posizione numero 23 della Bubbling Under Hot 100 e alla posizione numero 89 della ARIA Singles Chart. Il singolo ha avuto una completa pubblicazione di tutta Europa il 7 ottobre 2011, ed è stato distribuito nel Regno Unito il 10 ottobre 2011.

## Il video
Il video presenta Pitbull su una barca circondato da ragazze in costume e Timbaland si vede ballare vicino a una piscina di una villa attorniato da donne in bikini. I due poi si incontrano in una discoteca dove v'è David Guetta che è il dj e i tre sembrano eseguire l'ultima parte del brano insieme.

## Tracce
- Digital Download

1. "Pass at Me"  - 4:10

- CD Single

1. "Pass at Me" (Clean Radio Edit) - 4:07
2. "Pass at Me" (Explicit) - 4:10

- Remixes - EP[2]

1. "Pass at Me" (Tommy Trash Remix) - 5:22
2. "Pass at Me" (Junior Sanchez Remix) - 7:02
3. "Pass at Me" (Tim Mason Remix) - 5:32
4. "Pass at Me" (Genetix Remix) - 5:11

## Classifiche
| Classifica (2011)            | Posizione massima |
| ---------------------------- | ----------------- |
| Australia                    | 89                |
| Belgio (Fiandre)             | 9                 |
| Belgio (Vallonia)            | 9                 |
| Francia                      | 100               |
| Germania                     | 27                |
| Irlanda                      | 37                |
| Polonia                      | 5                 |
| Regno Unito                  | 40                |
| Stati Uniti)                 | 123               |
| Stati Uniti (Pop)            | 35                |
| Stati Uniti (Hot Dance Club) | 27                |